# Johanna Willborn
Johanna Willborn (née le 23 février 1838 à Schwerin et morte le 27 septembre 1908 au même endroit) est un écrivain et une éducatrice allemande. Elle a aussi utilisé le pseudonyme Julius Willborn et écrit une tragédie et des romans historiques.

## Biographie
Fille d'un homme d'affaires aisé de Schwerin, elle est envoyée à 16 ans à la campagne pour y apprendre la place de maîtresse de maison. À partir de 1855, elle assume le rôle d'institutrice dans une petite école, à l'insu de ses parents. À 18 ans, elle écrit sa première pièce, Matthias, qui paraît sous le pseudonyme Julius Willborn en 1857. Quand son père tombe malade en 1858, elle revient à Schwerin pour lui servir de comptable. Après la mort de son père en 1861 elle reprend les études de littérature et d'histoire avec zèle, et devient enseignante à Schwerin en 1864. 
Son père avait laissé des dettes, qui furent remboursées péniblement par sa mère. À partir de 1871 Johanna Willborn donne des conférences sur la formation des jeunes femmes. Ses conférences sur des thèmes pédagogiques et littéraires, ainsi que ses romans et ses publications, lui rapportent assez pour pouvoir acheter une maison, dans laquelle elle accueille sa mère. Mieux encore, elle peut ouvrir grâce à ses gains une maternelle et une école pour filles à Schwerin en 1878, et ensuite un séminaire pour enseignantes. L'une de ses étudiantes serait la réformatrice du statut des infirmières allemandes, Agnes Karll.
En 1882, Johanna Willborn est l'une des fondatrices et la présidente de la branche Mecklembourg de l'Association pour l'éducation supérieure des filles, qui a commencé sous le nom de Schweriner Verein für Lehrerinnen und Erzieherinnen (Association scwherinaise pour les enseignantes et les éducatrices).

## Œuvres
- Matthias (tragédie, 1857)
- Claus Jesup (roman historique, 1864)
- Fritz Werner (roman historique en deux tomes, 1866)
- Zwei mecklenburgische Herzoge oder Pflicht und Leidenschaft (roman historique en deux tomes, 1869)

Elle a également publié des nouvelles en bas allemand dans le journal Plattdütsche Husfründ (1875-1880).

## Source de la traduction
- (de) Cet article est partiellement ou en totalité issu de l’article de Wikipédia en allemand intitulé « Johanna Willborn » (voir la liste des auteurs).